# Calimera
Calimera község (comune) Olaszország Puglia régiójában, Lecce megyében.

## Fekvése
A Salentói-félszigeten fekszik. Leccétől délkeletre. 

## Története
A település neve valószínűleg a görög Καλημέρα-ból (Kalimera) származik, aminek jelentése jó napot. Eredetéről kevés adat létezik, feltételezik, hogy a 8-9. században bizánci telepesek alapították, de egyes kutatók a település ősét Magna Graecia idejére teszik.

## Népessége
A lakosság számának alakulása:

## Főbb látnivalói
- San Brizio-templom – a kéthajós, barokk kialakítású templom a 17. században épült.
- Vicolo de li Sette Dolori, Vicolo de la Concezione és Vicolo del Carmine – a középkori városképet hűen megőrző utcák, amit több családnak otthont adó udvarterek szegélyeznek.
- Immacolata-templom – 1636-ban épült.
- Madonna di Constantinopoli-templom – a 17. században épült. Különlegessége egy bizánci stílusban épült freskó.
- Dolmenek – a település határában álló megalitikus építmények.